# Vida y milagros
Vida y milagros es el noveno álbum lanzado al mercado por el cantautor catalán Albert Pla.
El trabajo, publicado en 2006, se presentó en formato de CD + DVD en los que se pretendía dar un repaso a la trayectoria del artista desde sus inicios y que suponía además su despedida de la multinacional discográfica BMG.
Para este disco, Pla contó con la colaboración de músicos amigos como Quimi Portet a la guitarra, Carles Benavent al bajo, Tino Di Geraldo que se ocupó de la batería, Jorge Pardo con el saxo y la flauta, Diego Cortés a la guitarra española y Judit Farrés que se hizo cargo de los coros.
El criterio para la selección de las canciones en palabras del propio autor fue el de incluir "canciones que disfruto tocando, con las que me lo paso bien o me lo he pasado bien"

## Lista de canciones
1. Marcelino arroyo del charco - 6:00
2. Añoro - 6:54
3. Mi camello - 4:13
4. El gallo Eduardo Montenegro - 6:45
5. Joaquín el necio - 5:12
6. Lola - 5:02
7. El bar de la esquina - 5:52
8. Carta al Rey Melchor - 5:30
9. Sufre como yo - 3:23
10. La dejo o no la dejo - 6:45
11. Rebelde - 2:37
12. El lado más bestia de la vida - 8:10
13. Insolación - 4:06
14. El Sol de verano - 1:41
15. Pipi - 3:11